# Марцинув (Жаганський повіт)
Марцинув (пол. Marcinów, нім. Merzdorf bei Sagan) — село в Польщі, у гміні Бжезьниця Жаганського повіту Любуського воєводства.
Населення — 119 осіб (2011).
У 1975-1998 роках село належало до Зеленогурського воєводства.

## Демографія
Демографічна структура станом на 31 березня 2011 року:
|          | Загалом | Допрацездатний вік | Працездатний вік | Постпрацездатний вік |
| -------- | ------- | ------------------ | ---------------- | -------------------- |
| Чоловіки | 64      | 16                 | 42               | 6                    |
| Жінки    | 55      | 12                 | 31               | 12                   |
| Разом    | 119     | 28                 | 73               | 18                   |